# Tribás (Lugo)
Tribás (llamada oficialmente San Martiño de Tribás) es una parroquia y una aldea española del municipio de Pantón, en la provincia de Lugo, Galicia.

## Límites
Limita con las parroquias de Seteventos al norte, Tuiriz al este, Santa Eulalia de Tuiriz y Mato al sur, y Villasante y Licín al oeste.

## Organización territorial
La parroquia está formada por cinco entidades de población, constando cuatro de ellas en el nomenclátor del Instituto Nacional de Estadística español:

### Entidades de población
Entidades de población que forman parte de la parroquia:
- Fontao
- Porta (A Porta)
- Tribás

### Despoblados
Despoblados que forman parte de la parroquia:
- Albaredo
- Pumar (O Pumar)

## Demografía

### Parroquia
| Gráfica de evolución demográfica de Tribás (parroquia) entre 2000 y 2020 |
|                                                                          |
| Datos según el nomenclátor publicado por el INE.                         |

### Aldea
| Gráfica de evolución demográfica de Tribás (aldea) entre 2000 y 2020 |
|                                                                      |
| Datos según el nomenclátor publicado por el INE.                     |